# Lucien Lapeyre
Pour les articles homonymes, voir Lapeyre.
Lucien Lapeyre, né le 4 octobre 1882 dans le 17e arrondissement de Paris et mort le 6 février 1967 à Herblay, est un peintre et illustrateur français actif au début du XXe siècle,, auteur de scènes historiques retraçant notamment l'épopée napoléonienne, de scènes de genre et d'œuvres orientalistes — principalement des scènes égyptiennes ou ottomanes — au style très académique.

## Biographie

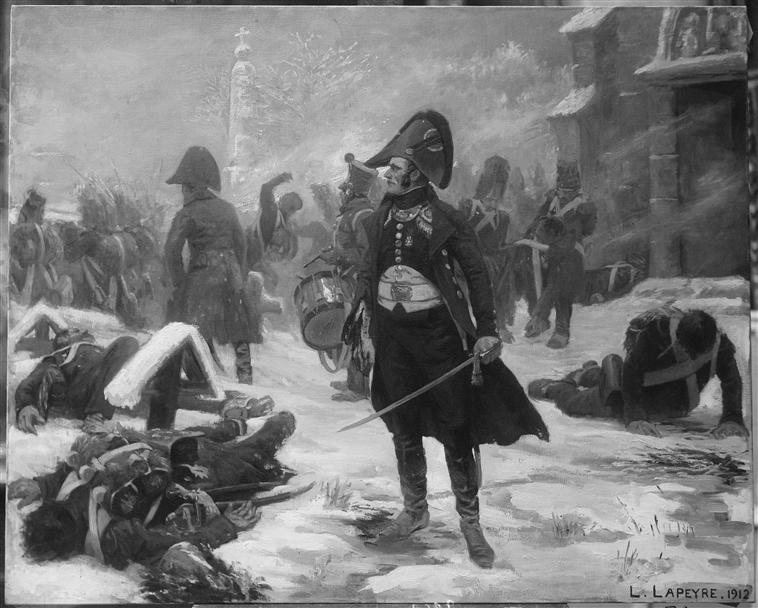
Le capitaine Hugo à Eylau, présenté au Salon des artistes français en 1912.

Lucien Lapeyre est l'élève de Paul-Émile Boutigny et d'Albert Larteau. En 1906, le quotidien La Presse souligne la qualité de son travail d'illustrateur du Souvenir-Programme, publié à l'occasion des fêtes organisées à Paris par la Fédération nationale des sapeurs-pompiers de France, l'Union nationale et le Petit Journal au profit de la création d'une caisse de secours professionnelle, dans son no 5144 du 2 juillet.
En 1908, il expose son tableau Retraite de l'armée de Sambre-et-Meuse au Salon des artistes français  dont il devient sociétaire à partir de 1909, y présentant sa Campagne d'Espagne cette année-là . En 1910, il y expose le tableau intitulé Un renseignement  et en 1911, Le général Dorsenne à Essling. En 1912, c'est la toile Le capitaine Hugo à Eylau qui est présentée au public.

## Œuvres

### Peinture militaire et uniformologie
À l'instar d'autres peintres militaires comme Édouard Detaille, qui a été son contemporain dans la dernière décennie de sa vie, Lucien Lapeyre s'est également lancé dans un travail d'illustrations uniformologiques ayant pour thème les armées françaises. Eugène Louis Bucquoy le mentionne dans son bréviaire du collectionneur d'uniformes comme l'ayant rejoint lors de la création du Passepoil - revue de la Société d'études des uniformes de France - avec d'autres jeunes artistes comme Auguste Goichon, Bucquoy le signalant comme ayant été un artiste remarqué pour ses tableaux au début du siècle. Son œuvre « militaire » (tableaux et études uniformologiques) sera popularisée sous forme de cartes postales, une partie de ces collections étant conservée au Service Historique de la Défense .
Vers 1900, il réalise une série d'une cinquantaine de planches sur la Garde Impériale. En 1912, il dessine pour Bucquoy une série consacrée au 67e de ligne suivie d'une seconde sur le 63e en 1914 .

### Galerie

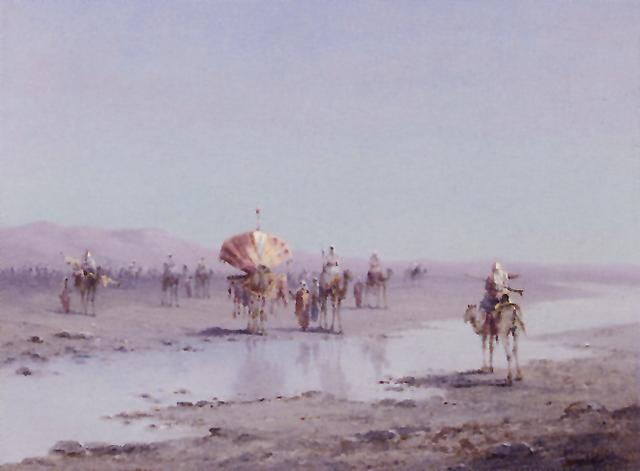
La caravane dans le désert
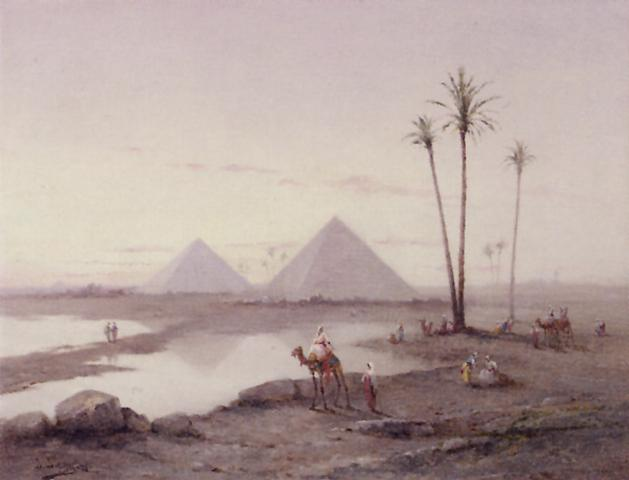
La halte près des pyramides (1905)
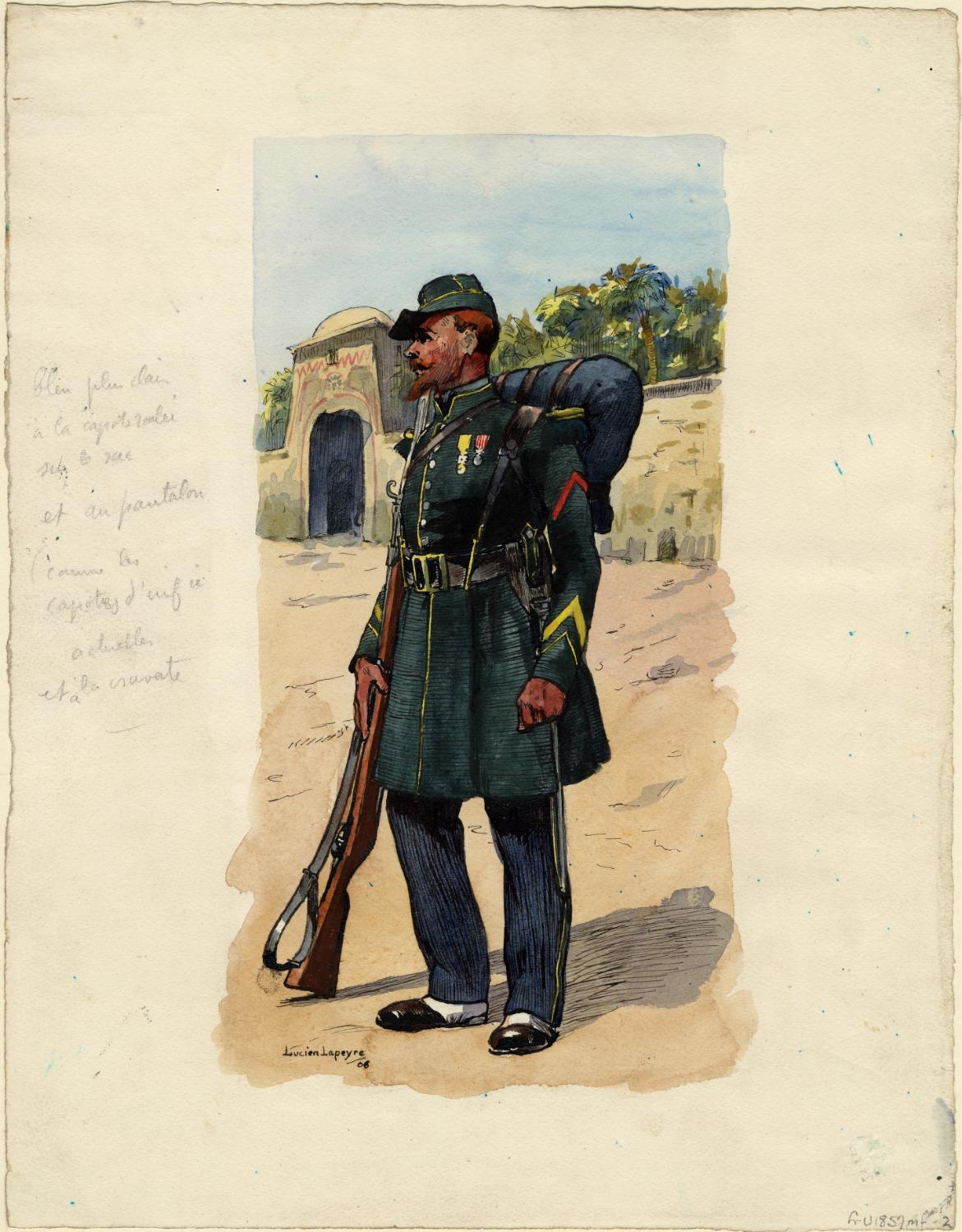
Caporal de la Légion étrangère, milieu du XIXe siècle (1906 ?)
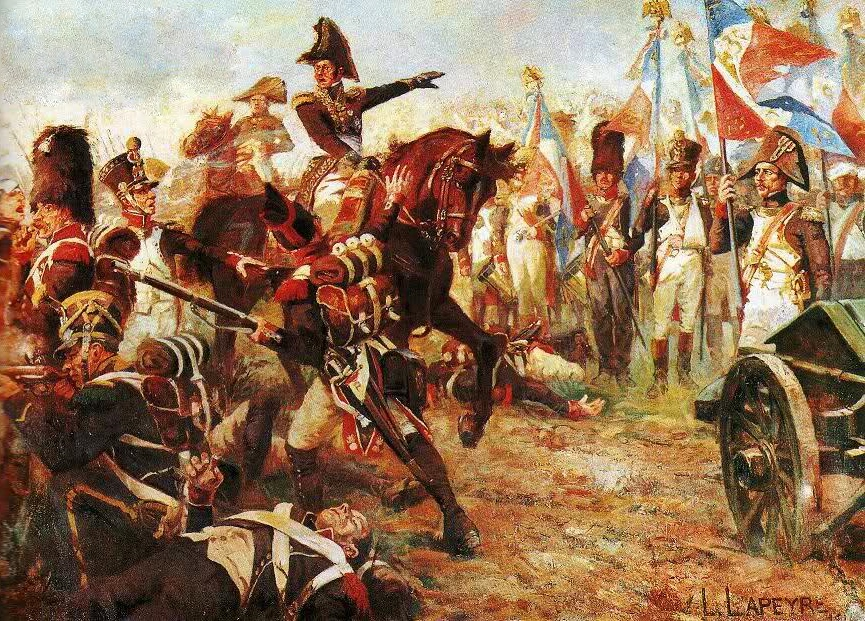
La division Broussier à Wagram (1914 ?)